# 11月6日
11月6日（じゅういちがつむいか）は、グレゴリオ暦で年始から310日目（閏年では311日目）にあたり、年末まであと55日ある。

## できごと
- 1815年 - ウィーン工科大学が創設。

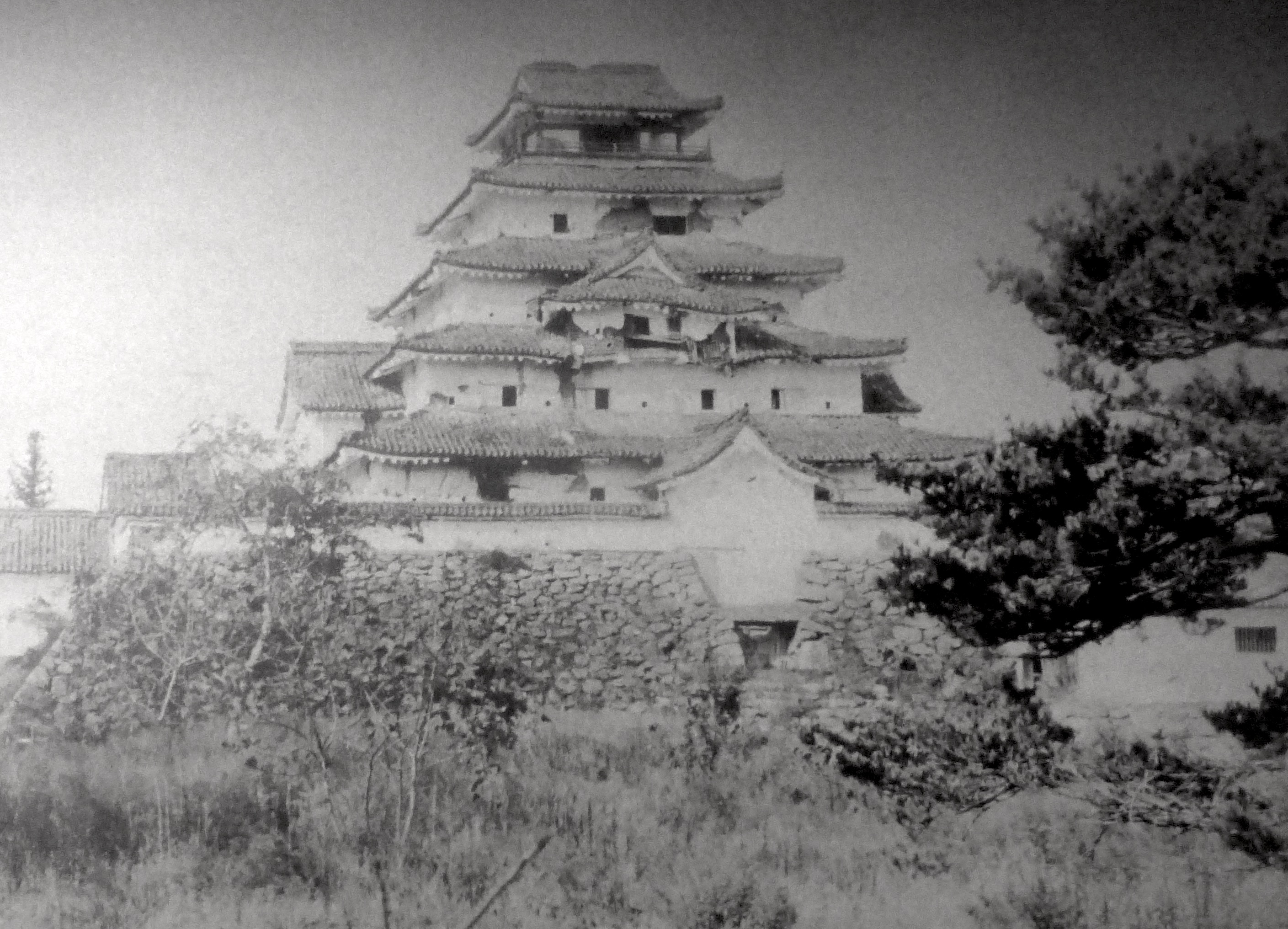
会津戦争が終結(1868)。画像は損傷した会津若松城。

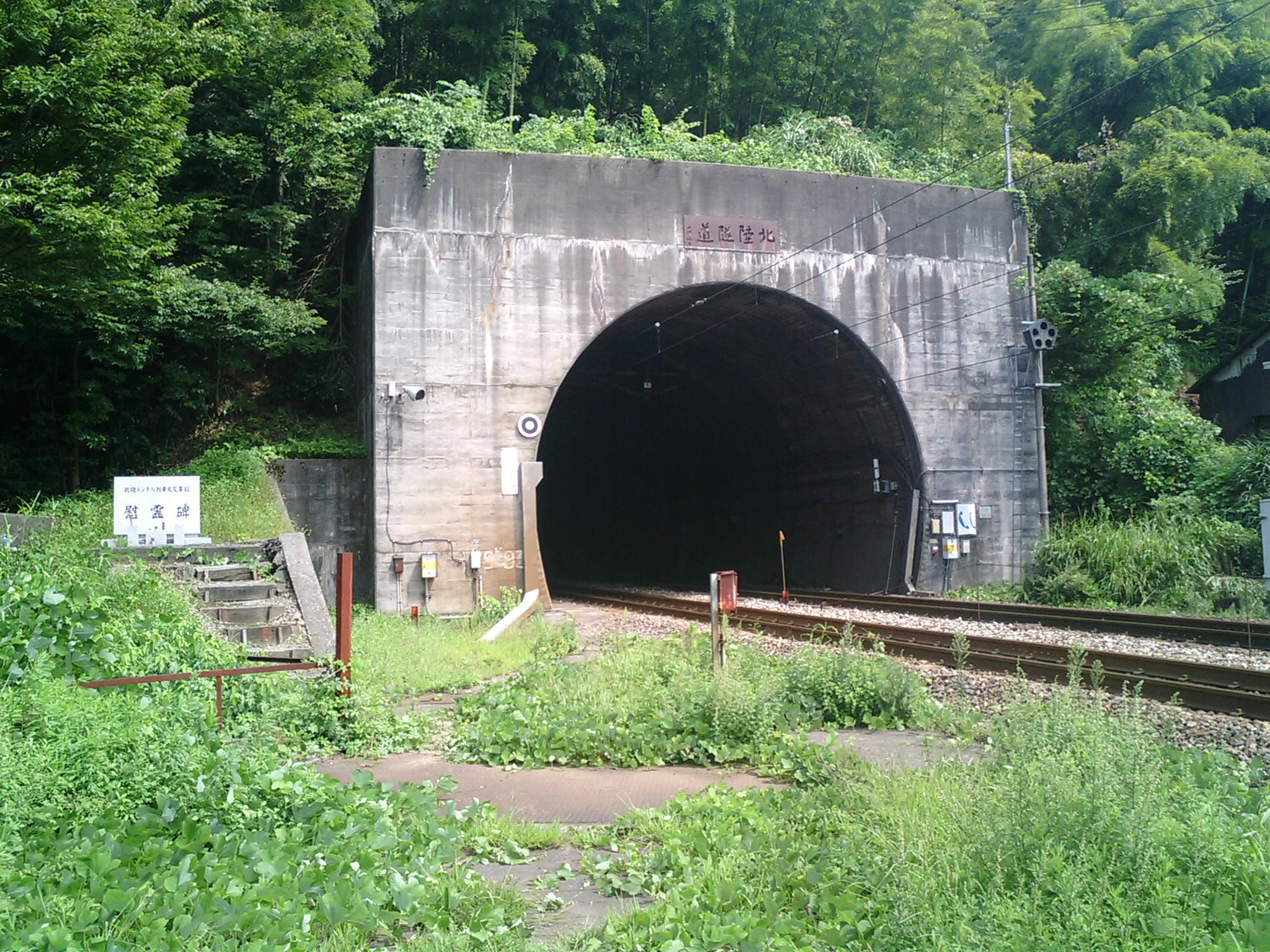
30人が死亡した北陸トンネル火災事故(1972)。北陸トンネル敦賀側坑口にある慰霊碑。

- 1860年 - 1860年アメリカ合衆国大統領選挙で共和党のエイブラハム・リンカーンが当選。南部9州が連邦離脱を宣言し、南北戦争の原因となる。
- 1868年（明治元年9月22日） - 戊辰戦争: 会津藩が降伏し、会津戦争が終結。
- 1880年 - シャルル・ルイ・アルフォンス・ラヴランがマラリア患者の血液からマラリア原虫を発見。
- 1888年 - 1888年アメリカ合衆国大統領選挙の投票が行われ、ベンジャミン・ハリソンが当選。
- 1888年 - 東京薬科大学の前身である私立薬学校が設立。
- 1900年 - 1900年アメリカ合衆国大統領選挙の投票が行われ、ウィリアム・マッキンリーが再選。
- 1913年 - エルザス州の地域紙がツァーベルン事件に発展するきっかけとなったプロイセン軍将校によるエルザス人侮蔑発言を報ずる。
- 1928年 - 1928年アメリカ合衆国大統領選挙の投票が行われ、ハーバート・フーヴァーが当選。
- 1937年 - 日独防共協定にイタリアが参加し、日独伊防共協定に拡大。
- 1945年 - GHQから、三井、三菱、住友、安田の四大財閥を解体する指令が命じられる[1]。
- 1947年 - 現存する世界最長寿の番組『ミート・ザ・プレス』がNBCで放送開始[2]。
- 1956年 - 1956年アメリカ合衆国大統領選挙の投票が行われ、ドワイト・D・アイゼンハワーが再選。
- 1968年 - 1968年アメリカ合衆国大統領選挙でリチャード・ニクソンが再選。
- 1972年 - 北陸トンネル火災事故: 北陸本線の北陸トンネルで列車火災事故が発生。乗客29人、乗務員1人が犠牲になった[3]。
- 1972年 - 日本航空351便ハイジャック事件: 羽田空港発福岡空港行きの日航機がハイジャックされる。
- 1974年 - 猿払事件の最高裁判所大法廷判決。国家公務員法および人事院規則による政治的行為の禁止は合憲とする判決。
- 1975年 - 西サハラ問題: 緑の行進。モロッコ市民が西サハラ国境を越えるデモ行進。
- 1982年 - 大阪市が住友グループから千点にのぼる安宅コレクションの寄贈を受け中之島公園に大阪市立東洋陶磁美術館を開館。
- 1984年 - 1984年アメリカ合衆国大統領選挙の投票が行われ、ロナルド・レーガンが再選。
- 1985年 - コロンビア最高裁占拠事件: コロンビアで最高裁判所がゲリラに占拠され、国会議員ら500人以上が人質となる。
- 1986年 - アレックス・ファーガソンがマンチェスター・ユナイテッドの監督に就任。
- 1987年 - 竹下登内閣が発足。
- 1994年 - ナリタブライアンが菊花賞で勝利し、シンボリルドルフ以来10年ぶり、日本競馬史上5頭目の三冠馬となる[4]。
- 1999年 - オーストラリアで共和制移行の是非を問う国民投票が行われ、移行反対が多数を占める。
- 2001年 - サベナ・ベルギー航空が破綻。
- 2005年 - 瀬川晶司が61年ぶりの将棋のプロ編入試験に合格。同日付でプロ四段。
- 2012年 - 2012年アメリカ合衆国大統領選挙の投票が行われ、バラク・オバマが当選。
- 2016年 - 東京デザインウィーク火災死亡事故:TOKYO DESIGN WEEKに出展されていた木製のオブジェが照明の白熱球の熱で炎上し、中で遊んでいた幼児が死亡。
- 2016年 - 2016年アメリカ合衆国大統領選挙の投票が行われ、ドナルド・トランプが当選。
- 2020年 - 欧州連合（EU）が、8月のベラルーシ大統領選での不正や抗議デモの弾圧の責任を問い、ルカシェンコ大統領ら15人に、EU渡航禁止や資産凍結などの制裁を科した[5]。
- 2021年 - COP26が開かれている英スコットランド・グラスゴーで、約10万人が各国政府や産業界により積極的な行動を求めてデモ行進した。グラスゴーでの抗議行動としては過去最大級の規模[6]。
- 2024年 - 2024年アメリカ合衆国大統領選挙の投票が行われ、ドナルド・トランプが当選。

## 誕生日
- 1494年 - スレイマン1世、オスマン帝国第10代君主（+ 1566年）
- 1771年 - アロイス・ゼネフェルダー、俳優、劇作家（+ 1834年）
- 1814年 - アドルフ・サックス、楽器製作者（+ 1894年）
- 1851年 - チャールズ・ダウ、ジャーナリスト、経済アナリスト（+ 1902年）
- 1854年 - ジョン・フィリップ・スーザ、作曲家（+ 1932年）
- 1861年 - ジェームズ・ネイスミス、バスケットボール考案者（+ 1939年）
- 1867年 - 鈴木喜三郎、司法官僚、政治家、立憲政友会第7代総裁（+ 1940年）
- 1880年 - 鮎川義介、実業家、日産コンツェルン創始者（+ 1967年）
- 1880年 - ロベルト・ムージル、小説家（+ 1942年）
- 1882年 - 馮玉祥、軍人、政治家（+ 1948年）
- 1883年 - 林平馬、政治家（+ 1972年）
- 1887年 - 星島二郎、政治家、第47代衆議院議長（+ 1980年）
- 1887年 - ウォルター・ジョンソン、プロ野球選手（+ 1946年）
- 1888年 - 鈴木ひでる、化学者、薬学博士（+ 1944年）
- 1889年 - 三神吾朗、野球選手（+ 1958年）
- 1889年 - 米倉久子、歌人（+ 1938年）
- 1901年 - 楊開慧、女性革命家、政治活動家（+ 1930年）
- 1901年 - キャスリーン・メアリー・ドリュー＝ベーカー、藻類学者（+ 1957年）
- 1901年 - 中村正常、劇作家、小説家（+ 1981年）
- 1903年 - 今日出海、小説家、評論家（+ 1984年）
- 1904年 - 小唄勝太郎、歌手（+ 1974年）
- 1906年 - 江上波夫、考古学者（+ 2002年）
- 1908年 - 東畑四郎、農林官僚（+ 1980年）
- 1908年 - 竹内悌三、サッカー選手（+ 1946年）
- 1910年 - 鈴木俊一、政治家 （+ 2010年）
- 1911年 - 谷豊（ハリマオ）、諜報員（+ 1942年）
- 1911年 - 薗部儀三郎、男性長寿日本一の人物（+ 2024年）
- 1915年 - 岩田次男、元プロ野球選手（+ 没年不詳）
- 1918年 - 藤原てい、作家（+ 2016年）
- 1918年 - 岡村信夫、元プロ野球選手
- 1924年 - ウィリアム・オールド、詩人（+ 2006年）
- 1925年 - 桂米朝 (3代目)、落語家（+ 2015年）
- 1928年 - 松木ひろし、脚本家（+ 2016年）
- 1930年 - ポール・ホイタック、元プロ野球選手（+ 2021年）
- 1931年 - マイク・ニコルズ、映画監督（+ 2014年）
- 1932年 - 佐藤純彌、映画監督（+ 2019年）
- 1934年 - 古賀磯次、ヤクザ、道仁会初代会長（+ 2009年）
- 1934年 - 森本達幸、高校野球指導者（+ 2023年）
- 1935年 - 佐藤恒晴、政治家
- 1940年 - 石井紘基、政治家（+ 2002年）
- 1941年 - ダグ・サーム、ミュージシャン、歌手（+ 1999年）
- 1941年 - 富恵一、元プロ野球選手（+ 1974年）
- 1942年 - 三浦敏伸、建築家
- 1943年 - バーリー・ドハーティ、小説家、詩人、脚本家
- 1946年 - サリー・フィールド、女優
- 1947年 - 広瀬正志、声優
- 1947年 - エドワード・ヤン、映画監督（+ 2007年）
- 1947年 - ラリー・ジェームズ、陸上競技選手（+ 2008年）
- 1947年 - クリス・アーノルド、元プロ野球選手
- 1947年 - 丁宗鐵、医師
- 1948年 - グレン・フライ、ミュージシャン（イーグルス）（+ 2016年）
- 1948年 - クリスティアーヌ・ヘッド、調教師
- 1948年 - 高垣義広、元プロ野球選手
- 1948年 - 松枝三男、元プロ野球選手
- 1949年 - アルトゥーロ・サンドヴァル、ジャズトランペット奏者
- 1951年 - 上薄淳一、元プロ野球選手
- 1952年 - マイケル・カニンガム、小説家
- 1952年 - 新垣勉、歌手
- 1956年 - 玉岡かおる、小説家
- 1956年 - 土屋正勝、元プロ野球選手
- 1957年 - カム・クラーク、声優、歌手
- 1957年 - 佐川宣寿、財務官僚
- 1958年 - 白石真澄、政治家
- 1958年 - ウース・フローラー、元自転車競技選手
- 1959年 - 飛田展男、声優
- 1959年 - 太田哲也、元レーシングドライバー
- 1960年 - 中西親志、元プロ野球選手
- 1960年 - 富士乃真司、元大相撲力士、年寄19代陣幕
- 1963年 - 荒木香衣、声優
- 1963年 - 伊原剛志、俳優
- 1963年 - 鳥海勝美、声優、俳優
- 1964年 - 依田政彦、元プロ野球選手
- 1965年 - ブライアン・ギブンス、元プロ野球選手
- 1966年 - ポール・ギルバート、ミュージシャン
- 1966年 - 岩崎聡子、女優
- 1967年 - 瀧本富士子、声優
- 1967年 - 松岡修造、元プロテニス選手
- 1967年 - レベッカ・シェイファー、女優（+ 1989年）
- 1968年 - ジェリー・ヤン、実業家
- 1969年 - 范志毅、元プロサッカー選手
- 1970年 - イーサン・ホーク、俳優
- 1971年 - 平塚哲二、プロゴルファー
- 1972年 - 遠藤あど、ダンサー、女優
- 1972年 - マット・スクルメタ、元プロ野球選手
- 1972年 - 大山顕、フリーライター
- 1973年 - 宍戸留美、声優、歌手
- 1973年 - 細川智三、俳優
- 1974年 - 尾関茂雄、実業家
- 1975年 - 新谷真弓、女優、声優
- 1975年 - 福山理子、タレント
- 1975年 - 町田昌弘、ミュージシャン
- 1975年 - 松林慎司、俳優
- 1976年 - ロブソン・ポンテ、元サッカー選手
- 1976年 - よなは徹、歌手、三線奏者
- 1977年 - デミアン・マイア、柔術家、総合格闘家
- 1977年 - 永井佑一郎、お笑いタレント
- 1978年 - 小田茜、女優
- 1978年 - 右松健太、元アナウンサー
- 1979年 - 稲田直人、元プロ野球選手
- 1979年 - アダム・ラローシュ、元プロ野球選手
- 1980年 - 大山裕、シンガーソングライター
- 1980年 - 松本美夕妃、タレント、司会者、ナレーター
- 1981年 - 窪塚俊介、俳優
- 1981年 - イ・ドンウク、俳優
- 1981年 - カスパルス・ゴルクシュス、元サッカー選手
- 1982年 - Sowelu、歌手
- 1982年 - 渡辺大輔、俳優
- 1983年 - 山本匠馬、俳優
- 1983年 - 山本芳彦、元プロ野球選手
- 1983年 - 濱家隆一、お笑いタレント（かまいたち）
- 1983年 - 出田奈々、元アナウンサー
- 1984年 - リッキー・ロメロ、元プロ野球選手
- 1984年 - 安藤桂子、アナウンサー
- 1984年 - ロビー・ウィドランスキー、プロ野球選手
- 1984年 - 大谷秀和、サッカー選手
- 1984年 - 波多野翼、政治家
- 1985年 - 金ちゃん、お笑いタレント（鬼越トマホーク）
- 1985年 - 松本浩代、プロレスラー
- 1985年 - 日高薫、ファッションモデル
- 1986年 - チェン・チュー、元タレント（元SDN48）
- 1986年 - いしいすぐる、元子役
- 1987年 - アナ・イバノビッチ、プロテニス選手
- 1987年 - 栗原貴宏、バスケットボール選手
- 1987年 - コーリー・ラスムス、元プロ野球選手
- 1987年 - ケイレブ・コーザム、プロ野球選手
- 1988年 - エマ・ストーン、女優
- 1989年 - ジョジー・アルティドール、サッカー選手
- 1989年 - マチェイ・ノヴァーク、フィギュアスケート選手
- 1990年 - アンドレ・シュールレ、サッカー選手
- 1990年 - ウー・イーファン、俳優、歌手（元EXO）
- 1990年 - 天空海翔馬、大相撲力士
- 1990年 - 大矢真那、タレント（元SKE48）
- 1991年 - 倉持由香、グラビアアイドル
- 1991年 - ポール・ポワリエ、フィギュアスケート選手
- 1991年 - 円野つくし、ミュージカル俳優
- 1991年 - 愛甲千笑美、ファッションモデル
- 1993年 - 和泉竜司、サッカー選手
- 1993年 - シュテファン・オルテガ、サッカー選手
- 1995年 - 張常寧、バレーボール選手
- 1995年 - 萩原瑞生、競輪選手
- 1996年 - 前田桜茄、プロ野球選手
- 1997年 - 野澤佑斗、元プロ野球選手
- 1998年 - 佐竹のん乃、元アイドル（元=LOVE）
- 1998年 - 塩見きら、グラビアアイドル
- 1998年 - 平岡映美、女優
- 1999年 - 小嶋美玖、サッカー選手
- 1999年 - 佐々木俊輔、プロ野球選手
- 2000年 - 屶網さら、レスリング選手
- 2001年 - 関桃子、元プロ野球選手
- 2001年 - 聖愛、キックボクサー
- 2001年 - 松尾実李果、タレント
- 2001年 - 南里杏、サッカー選手
- 2006年 - 竹下海斗、プロ野球選手
- 生年不詳 - 疋田高志[7]、声優

## 忌日
- 1003年 - ヨハネス17世、ローマ教皇（* 生年不明）
- 1231年（寛喜3年10月11日） - 土御門天皇、第83代天皇（* 1196年）
- 1256年（康元元年10月18日） - 中山忠定、公卿（* 1188年）
- 1406年 - インノケンティウス7世、ローマ教皇（* 1336年頃）
- 1600年（慶長5年10月1日） - 石田三成、大名、五奉行の1人（* 1560年）
- 1600年（慶長5年10月1日） - 小西行長、大名（* 1558年）
- 1600年（慶長5年10月1日） - 安国寺恵瓊、臨済宗の僧侶、毛利氏の外交僧（* 1539年?）
- 1614年（慶長19年10月5日） - 教如、真宗大谷派の祖（* 1558年）
- 1656年 - ジャン＝バチスト・モラン、天文学者（* 1583年）
- 1656年 - ジョアン4世、ポルトガル王（* 1604年）
- 1672年 - ハインリッヒ・シュッツ、作曲家（* 1585年）
- 1707年（宝永4年10月13日） - 服部嵐雪、俳諧師（* 1654年）
- 1771年 - ジョン・ベヴィス、天文学者（* 1693年）
- 1775年 - ギヨーム・ド・バレム・ド・シャトーフォール（英語版）、画家（* 1719年）
- 1777年 - ベルナール・ド・ジュシュー、植物学者、博物学者（* 1699年）
- 1793年 - ルイ・フィリップ2世、王族（* 1747年）
- 1795年 - ゲオルク・ベンダ、作曲家（* 1722年）
- 1809年 - ガエターノ・カラーニ（英語版）、画家、彫刻家（* 1736年）
- 1816年 - ガバヌーア・モリス、政治家（* 1752年）
- 1822年 - クロード・ルイ・ベルトレー、化学者（* 1748年）
- 1836年 - シャルル10世、フランス国王（* 1757年）
- 1872年 - ジョージ・ミード、軍人（* 1815年）
- 1887年 - ウジェーヌ・ポティエ、詩人、革命家（* 1816年）
- 1893年 - ピョートル・チャイコフスキー、作曲家（* 1840年）
- 1893年 - ユリウス・フレーベル、地質学者、政治家（* 1805年）
- 1901年 - ケイト・グリーナウェイ、挿絵画家、絵本作家（* 1846年）
- 1905年 - ジョージ・ウィリアムズ、キリスト教青年会（YMCA）創設者（* 1821年）
- 1913年 - ロバート・ハンター（英語版）、弁護士、公務員、ナショナル・トラスト共同創設者（* 1844年）
- 1918年 - 出口なお、宗教家（* 1836年）
- 1922年 - モーガン・バークリー、ナショナルリーグ会長（* 1837年）
- 1925年 - 啓定帝、ベトナム皇帝（* 1885年）
- 1927年 - エドゥアール・ラゲス（英語版）、病理学者、組織学者（* 1861年）
- 1930年 - アドルフ・ヴェルフリ（英語版）、芸術家（* 1864年）
- 1930年 - 土肥慶蔵、医学者（* 1866年）
- 1931年 - ジャック・チェスブロ、プロ野球選手（* 1874年）
- 1935年 - ヘンリー・フェアフィールド・オズボーン、古生物学者、地質学者（* 1857年）
- 1941年 - モーリス・ルブラン、小説家（* 1864年）
- 1945年 - ユージン・ビンガム、化学者（* 1878年）
- 1949年 - エレン・トロツィヒ、画家（* 1878年）
- 1959年 - ホセ・ラウレル、政治家、第3代フィリピン大統領（* 1891年）
- 1960年 - エーリヒ・レーダー、ドイツ海軍の元帥（* 1876年）
- 1961年 - 伊藤道郎、ダンサー、振付師（* 1893年）
- 1964年 - ハンス・フォン・オイラー＝ケルピン、化学者（* 1873年）
- 1964年 - 帰山教正、映画監督、脚本家（* 1893年）
- 1964年 - ユーゴ・コブレ、自転車競技選手（* 1925年）
- 1965年 - エドガー・ヴァレーズ、作曲家（* 1883年）
- 1966年 - 岡部平太、柔道家、スポーツ指導者（* 1891年）
- 1967年 - 金重陶陽、陶芸家（* 1896年）
- 1968年 - シャルル・ミュンシュ、指揮者（* 1891年）
- 1968年 - チャールズ・B・マクベイ3世、アメリカ海軍の士官（* 1898年）
- 1975年 - アネット・ケラーマン、水泳選手、女優（* 1887年）
- 1975年 - 石川桂郎、俳人（* 1909年）
- 1975年 - ビセンテ・フェオラ（英語版）、サッカー監督（* 1909年）
- 1976年 - アレクサンダー・ソロモン・ウィーナー（英語版）、生物学者、医師（* 1907年）
- 1978年 - ハリー・ベルトイア（英語版）、芸術家、彫刻家、家具デザイナー（* 1915年）
- 1979年 - 大下大蔵、実業家、フマキラー創業者（* 1894年）
- 1981年 - 中村正常、劇作家、小説家（* 1901年）
- 1983年 - 金子正次、俳優（* 1949年）
- 1984年 - ジョージ・ゲイロード・シンプソン、古生物学者（* 1902年）
- 1984年 - 島野武、政治家、弁護士、元仙台市長（* 1905年）
- 1984年 - 板谷紀之[9]、映画監督（* 1926年）
- 1986年 - リリー・クラウス、ピアニスト（* 1903年）
- 1987年 - アルネ・ボルグ（英語版）、水泳選手、1928年アムステルダム五輪金メダリスト（* 1901年）
- 1989年 - 稲富稜人、政治家、農民運動家（* 1902年）
- 1989年 - 松田優作、俳優（* 1949年※戸籍上は1950年生まれ）
- 1991年 - 五味彰、銀行家、北海道拓殖銀行頭取（* 1914年）
- 1991年 - 岡田春夫、政治家（* 1914年）
- 1991年 - ジーン・ティアニー、女優（* 1920年）
- 1998年 - 尾上壽作、実業家、元グローリー工業社長（* 1903年）
- 1998年 - 今井勇、政治家、第65代厚生大臣（* 1919年）
- 1998年 - 吉田矢健治、作曲家（* 1923年）
- 1998年 - ニクラス・ルーマン、社会学者（* 1927年）
- 2000年 - L・スプレイグ・ディ＝キャンプ、SF作家、ファンタジー作家（* 1907年）
- 2000年 - 小野光一、プロゴルファー（* 1919年）
- 2001年 - 原六朗、作曲家（* 1915年）
- 2001年 - アンソニー・シェーファー、作家（* 1926年）
- 2002年 - 秦野章、官僚、政治家、元警視総監、第41代法務大臣（* 1911年）
- 2003年 - リー・マステンブルーク、競泳選手、1936年ベルリン五輪金メダリスト（* 1919年）
- 2004年 - 原健三郎、政治家、第65代衆議院議長（* 1907年）
- 2004年 - 佐藤太清、日本画家（* 1913年）
- 2005年 - 小林米作、カメラマン、映画プロデューサー（* 1905年）
- 2005年 - ロッド・ドナルド、政治家（* 1957年）
- 2005年 - 本田美奈子.、歌手、女優（* 1967年）
- 2006年 - フランシスコ・フェルナンデス・オチョア、アルペンスキー選手、1972年札幌五輪金メダリスト（* 1950年）
- 2007年 - エンツォ・ビアージ（英語版）、ジャーナリスト（* 1920年）
- 2008年 - ラリー・ジェームズ、陸上選手、1968年メキシコシティ五輪金メダリスト（* 1947年）
- 2009年 - 谷牧、政治家、第5期中華人民共和国国務院副総理（* 1914年）
- 2009年 - マヌエル・ソリス、政治家、元パナマ共和国大統領（* 1917年）
- 2010年 - ミヒャエル・ザイフェルト、軍人（* 1924年)
- 2010年 - 趙明禄、軍人（* 1928年)
- 2011年 - ゴードン・ベック、ジャズピアニスト、作曲家（* 1934年）
- 2012年 - マクシム、ブルガリア総主教、ソフィア主教、ブルガリア正教会首座主教（* 1914年）
- 2012年 - 安井吉典、政治家、第57代衆議院副議長、元北海道東神楽村長（* 1915年）
- 2012年 - 小林武彦[10]、実業家、光文社元会長（* 1921年）
- 2012年 - 菊池誠、物理学者、元ソニー中央研究所所長・兼・同社常務取締役（* 1925年）
- 2012年 - 石上三登志、CMディレクター、映画評論家（* 1939年）
- 2012年 - 坂田桂三、法学者、中央選挙管理会元委員長（* 1940年）
- 2013年 - 田谷鋭、歌人（* 1917年）
- 2013年 - 青山茂、新聞記者、評論家、奈良学研究者（* 1924年）
- 2013年 - 濱口楠彦、騎手（* 1960年）
- 2014年 - 種村直樹、作家、随筆家、評論家（* 1936年）
- 2014年 - 田宮五郎、俳優（* 1967年）
- 2015年 - イツハク・ナヴォン、政治家、第5代イスラエル大統領（* 1921年）
- 2015年 - 青木薪次、政治家、第61代労働大臣（* 1926年）
- 2015年 - 松浦輝夫、登山家、日本初のエベレスト登頂者（* 1934年）
- 2016年 - 森本達雄、インド学者、名城大学名誉教授（* 1928年）
- 2016年 - 阪埜光男、民法学者、商法学者、慶應義塾大学名誉教授（* 1932年）
- 2016年 - 南敬介、実業家、東京建物特別顧問、元社長・会長（* 1936年）
- 2016年 - コチシュ・ゾルターン、ピアニスト、指揮者、作曲家（* 1952年）
- 2017年 - 江村稔、経済学者、東京大学名誉教授（* 1923年）
- 2017年 - 奥村貢、作詞家、作曲家（* 1929年）
- 2017年 - 中村鋭一、フリーアナウンサー、タレント、政治家（* 1930年）
- 2017年 - カリン・ドール、女優（* 1938年）
- 2018年 - フランシス・レイ、作曲家（* 1932年）
- 2018年 - 名倉淑子、ヴァイオリニスト、フェリス女学院大学名誉教授（* 1945年）
- 2018年 - 後藤哲夫、声優（* 1950年）
- 2019年 - 北口博、政治家、元衆議院議員（* 1927年）
- 2019年 - 添田増太郎、政治家、元参議院議員（* 1928年）
- 2020年 - フェルナンド・E・ソラナス、映画監督、脚本家、ユネスコ親善大使（* 1936年）
- 2021年 - エフィム・ズヴャギリスキー、政治家、元ウクライナ首相代行（* 1933年）
- 2021年 - アンジェロ・モスカ、元アメリカンフットボール選手、プロレスラー（* 1937年）
- 2021年 - 井上旭、フランス料理シェフ（* 1945年）
- 2021年 - ショーン・ローデン、ボディビルダー、2018年ミスター・オリンピア優勝者（* 1975年）
- 2022年 - エドワード・プレスコット、経済学者、ノーベル経済学賞受賞者（* 1940年）
- 2022年 - マイケル・ボイス、海軍軍人、一代貴族、政治家、元第一海軍卿、元統合参謀総長（* 1943年）
- 2022年 - 中田達也、競艇選手（* 1993年）
- 2023年 - サイモン・ジィー、電気工学者、国立陽明交通大学終身教授、国立台湾科技大学名誉教授（* 1936年）
- 2023年 - 三浦徳子、作詞家（* 1949年）
- 2023年 - チャーリー・パク、歌手（* 1955年）
- 2024年 - 喜多道枝、女優、声優（* 1935年）
- 2024年 - トニー・トッド、俳優（* 1954年）

## 記念日・年中行事
- 戦争と武力紛争による環境搾取防止のための国際デー
2001年11月の国連総会で制定された国際デーの一つ。
- 憲法記念日（ ドミニカ共和国）
1844年のこの日、最初のドミニカ共和国憲法が採択された。
- 憲法記念日（ タジキスタン）
1994年のこの日、タジキスタン憲法が採択された。
- アパート記念日（ 日本）
1910年のこの日、東京・上野に日本初の木造アパート「上野倶楽部」が完成したことに由来[11]。
- お見合い記念日（ 日本）
1947年のこの日、東京の多摩川河畔で集団お見合いが行われたことに由来。結婚紹介雑誌『希望』が主催したもので、戦争のために婚期を逃した男女386人が参加した。
- ズワイガニ（松葉ガニ・越前ガニ・加能ガニ・間人ガニ）漁解禁（ 日本）
11月6日は、北陸・山陰地方のズワイガニ漁解禁の日。漁期は例年11月6日〜翌3月20日になっている。ズワイガニは地域ごとに呼び名が異なり、松葉ガニは山陰（島根県、鳥取県）でのブランド名。福井県では越前ガニ、石川県では加能ガニ、京都（丹後半島）では間人（たいざ）ガニなどと呼ばれる。
- 馬琴忌（ 日本）
江戸時代後期の読本作者曲亭馬琴は、 嘉永元年11月6日（新暦1848年12月1日）没。黄表紙から読本に転じ、「椿説弓張月」や「三七全伝南柯夢」「近世説美少年録」などの長編を発表。代表作「南総里見八犬伝」の執筆には28年を費やした[12]。墓所は東京都文京区小日向の深光寺。また、中坂下の滝沢馬琴邸跡（千代田区九段北1-5-7）には、馬琴ゆかりの硯の井戸枠が残る[13]。